# Ordine reale norvegese al merito

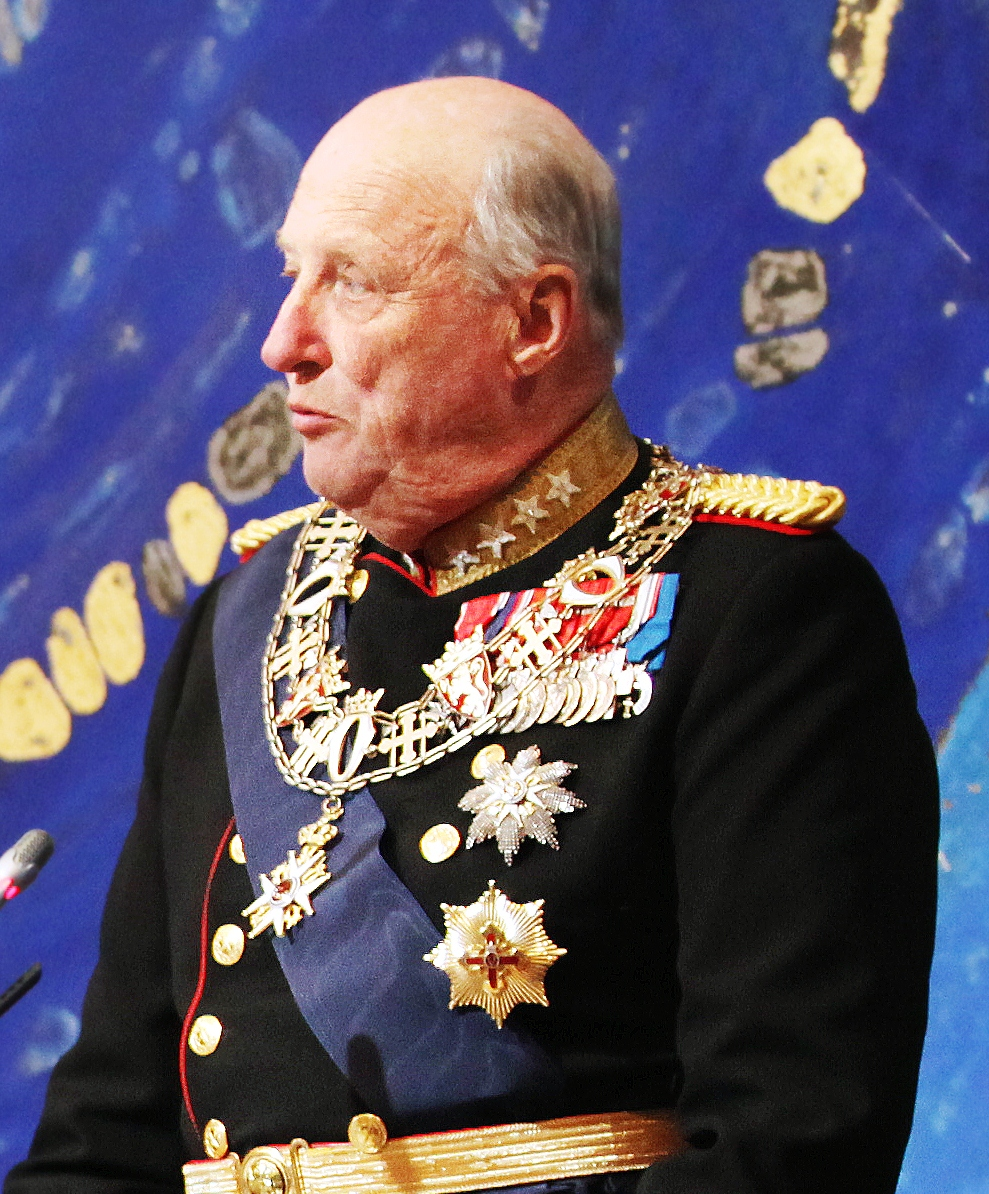
Harald V di Norvegia con la Fascia dell'Ordine

L'Ordine Reale al Merito di Norvegia (in norvegese Den Kongelige Norske Fortjensteorden) è un ordine cavalleresco fondato da Re Olav V di Norvegia nel 1985. Esso è il più giovane tra gli ordini cavallereschi norvegesi e viene concesso agli stranieri oppure ai cittadini norvegesi residenti all'estero, o ancora ai diplomatici del ministero degli esteri, a cittadini stranieri che avessero dimostrato benemerenze verso la Norvegia oppure a consoli onorari. In tutti i casi esso viene concesso "per meriti civili e militari verso la Norvegia".

## Classi
Il monarca regnante è designato quale Gran Maestro dell'Ordine ed esso dispone di cinque classi di benemerenza: 
- Cavaliere di Gran Croce
- Commendatore con Placca
- Commendatore
- Cavaliere di I Classe
- Cavaliere

| Nastri    |                       |              |                         |                         |
| Cavaliere | Cavaliere di I Classe | Commendatore | Commendatore con Placca | Cavaliere di Gran Croce |

## Insegne
A differenza dell'Ordine di Sant'Olav, le insegne di quest'Ordine sono di proprietà dell'insignito e non devono essere restituite al decesso.
- Il nastro dell'Ordine è blu scuro. La Gran Croce viene portata su una fascia che corre dalla spalla destra al fianco sinistro dell'insignito, mentre la croce di Commendatore viene portata attorno al collo tramite un nastro. Le insegne di cavaliere si portano sulla parte sinistra del petto.